# Antonio Felice Zondadari
Antonio Felice Zondadari, o anche Antonio Felice Chigi-Zondadari (Siena, 14 gennaio 1740 – Siena, 13 aprile 1823), è stato un cardinale e arcivescovo cattolico italiano.

## Biografia
Proveniente da nobile famiglia, Antonio Felice Zondadari era figlio di Giuseppe Flavio Chigi-Zondadari, marchese di San Quirico, e di Violante Gori. Egli era inoltre nipote di un cardinale suo omonimo.
Si laureò all'Università di Roma in utroque iure il 23 luglio 1768. Tra il 1764 ed il 1766 fu referendario presso il tribunale della Segnatura Apostolica, governatore di Rieti e poi di Benevento dal 13 luglio 1775 all'aprile del 1776. Tra il 1777 ed il 1785 fu delegato apostolico ed inquisitore generale a Malta. Ricevette il diaconato il 23 dicembre 1780 ed il 16 marzo 1782 venne ordinato sacerdote.
Il 19 dicembre 1785 venne nominato arcivescovo titolare di Adana e consacrato il 21 dicembre successivo nella chiesa romana di Santa Caterina da Siena per mano del cardinale Francesco Saverio Zelada, segretario di stato, assistito da Orazio Mattei, arcivescovo titolare di Colossi e canonico del capitolo della basilica romana di Santa Maria Maggiore, e da Francesco Saverio Cristiani, vescovo titolare di Porfireone e sacrestano papale.
Nel 2 gennaio 1786 venne nominato assistente al soglio pontificio e fu accreditato come nunzio presso la corte di Bruxelles dei "governatori generali congiunti" dei Paesi Bassi austriaci, l'arciduchessa Maria-Cristina ed il di lei marito duca di Alberto di Sassonia-Teschen; sostituiva alla nunziatura il vescovo Ignazio Busca, futuro cardinale segretario di Stato. Tradizionalmente il nunzio per le Fiandre era anche vicario apostolico incaricato dell'alta giurisdizione spirituale per le Province Unite e la Gran Bretagna, questi due ultimi "paesi di missione apostolica" in quanto non intrattenevano rapporti diplomatici diretti con Roma, sin dall'epoca della riforma protestante. La sua missione ebbe bruscamente fine, per volontà del Romano Imperatore Giuseppe II, nel 1787, in quanto lo Zondadari venne accusato di aver combattuto il febronianesimo e per sospetto appoggio alla Rivoluzione del Brabante.
Espulso dalle Fiandre, cercò in un primo momento rifugio a Liegi per poi fare ritorno a Roma ove divenne segretario della Sacra Congregazione di Propaganda Fide dal 30 marzo 1789, entrando ufficialmente nella congregazione solo dal febbraio del 1791 e mantenendo la carica sino all'agosto del 1795. Nel maggio del 1793 venne inoltre nominato vicario dell'arciprete della basilica di San Pietro in Vaticano.
Il 1º giugno 1795 venne nominato arcivescovo di Siena, carica che tenne sino alla propria morte, avendo così l'onore di ricevere papa Pio VI nella città toscana mentre il pontefice stava recandosi a Firenze nel febbraio 1798 dopo l'espulsione da Roma.
Papa Pio VII lo elevò, in pectore, al rango di cardinale nel concistoro del 23 febbraio 1801, pubblicandone la nomina nel concistoro del 28 settembre 1801. Il 23 dicembre 1801 ricevette la berretta cardinalizia ed il titolo di Santa Balbina e nuovamente ricevette papa Pio VI a Siena durante il suo ultimo fatale viaggio alla volta della Francia.
Napoleone Bonaparte lo nominò cappellano della sorella Elisa, principessa di Lucca e Piombino. Fu uno dei quattordici cardinali (detti "cardinali rossi" perché ebbero il privilegio di continuare a vestire l'abito cardinalizio) che il 2 aprile 1810 assistettero, nel Salon Carré del Louvre alla cerimonia religiosa delle nozze fra Napoleone Bonaparte e Maria Luisa d'Austria.
Morì il 13 aprile 1823 all'età di 83 anni; la sua salma venne inumata nel Duomo di Siena.

## Genealogia episcopale e successione apostolica
La genealogia episcopale è:
- Cardinale Scipione Rebiba
- Cardinale Giulio Antonio Santori
- Cardinale Girolamo Bernerio, O.P.
- Arcivescovo Galeazzo Sanvitale
- Cardinale Ludovico Ludovisi
- Cardinale Luigi Caetani
- Cardinale Ulderico Carpegna
- Cardinale Paluzzo Paluzzi Altieri degli Albertoni
- Papa Benedetto XIII
- Papa Benedetto XIV
- Papa Clemente XIII
- Cardinale Francesco Saverio de Zelada
- Cardinale Antonio Felice Zodondari

La successione apostolica è:
- Arcivescovo Pietro Francesco Morali (1815)
- Vescovo Giacinto Pippi (1815)